# Jambes lourdes
 (mars 2018).
Si vous disposez d'ouvrages ou d'articles de référence ou si vous connaissez des sites web de qualité traitant du thème abordé ici, merci de compléter l'article en donnant les références utiles à sa vérifiabilité et en les liant à la section « Notes et références ».
Le syndrome des jambes lourdes est la manifestation la plus connue du dysfonctionnement du système veineux qui porte le nom d'insuffisance veineuse. Pour comprendre d'où vient exactement cette sensation désagréable de douleur et de lourdeur, il faut revenir au fonctionnement du corps humain et au système de circulation sanguine et plus particulièrement de la circulation de retour.
Le cœur propulse le sang vers tous les organes afin de les oxygéner et les nourrir. Une fois cette action accomplie, le sang a besoin de retourner vers les poumons pour s'oxygéner de nouveau. Seulement, il existe un seul cœur qui ne fait circuler le sang que dans un seul sens alors, afin de boucler la boucle de la circulation sanguine, le corps utilise ses muscles et plus particulièrement les muscles des jambes et du pied. On appelle ce mécanisme « pompe musculaire ».